# جورج جان
جورج جان (بالألمانية: Georg Jann)‏‏ (17 يناير 1934 - 12 فبراير 2019 في البرازيل) صانع آلات أرغن من ألمانيا.